# Andinobates fulguritus
Andinobates fulguritus es una especie de anfibio anuro de la familia Dendrobatidae.

## Distribución geográfica
Esta especie se encuentra en Panamá y Colombia en los departamentos de Chocó y Risaralda entre los 160 y 800 m sobre el nivel del mar.

## Descripción
Los machos miden de 13 a 15 mm y las hembras miden de 14 a 16 mm.

## Publicación original
- Silverstone, 1975: A revision of the poison-arrow frogs of the genus Dendrobates Wagler. Natural History Museum of Los Angeles County Science Bulletin, n.º 21, p. 1-55[4]